# Halophila okinawensis
Halophila okinawensis là một loài thực vật có hoa trong họ Hydrocharitaceae. Loài này được J.Kuo mô tả khoa học đầu tiên năm 2006.